# Dơi mũi nhẵn đốm vàng
Dơi mũi nhẵn đốm vàng (Kerivoula picta) là một loài dơi trong họ Dơi muỗi.
Nó được tìm thấy ở Brunei, Trung Quốc, Ấn Độ, Indonesia, Malaysia, Nepal, Sri Lanka, và Việt Nam. Nó được tìm thấy trong rừng khô cằn.
Thân và đuôi có cùng độ dài. Chiều dài cơ thể là 3 đến 5,5 cm. Chiều dài đuôi từ 3 đến 5,5 cm. Sải cánh dài 18–30 cm chiều dài.
Nhóm nhỏ của những con vật này thường được tìm thấy ở nơi khó có khả năng nhất nhưhẳng hạn như trong tổ treo của chim sẻ kiến và chim hút mật hoặc dưới mái hiên của những túp lều châu Phi. Không nghi ngờ gì, màu sắc đứt quãng và tươi sáng của những con dơi là một hình thức ngụy trang để bảo vệ chúng khi chúng ngủ trên các địa điểm dễ hiểm nguy. Người ta không biết về thói quen sinh sản của chún.
Chúng sinh sống ở miền Nam và miền đông Ấn Độ tới miền nam Trung Quốc. Họ rất hiếm và sống trong các nhóm chỉ có 2 - 6
Màu sắc của loài dơi nhẵn đốm vàng này có màu sáng màu cam hoặc đỏ tươi, với đôi cánh màu đen và màu da cam cùng các ngón. 